# Lue Sai
Re Lue Sai, il cui nome regale fu Samdach Brhat-Anya Chao Luvana Jaya Chakrapati Phen-Pheo (Mueang Sua, XV secolo – Mueang Sua, 1433), è stato l'ottavo sovrano del Regno di Lan Xang, la cui capitale era Mueang Sua (detta anche Xieng Thong), l'odierna Luang Prabang, nel Laos settentrionale.
Divenne re nel 1432 dopo la fuga del suo predecessore, il fratello Kham Tam, che si era messo in salvo dopo aver scoperto un complotto ai suoi danni. Regnò solo 6 mesi, fino a quando si accorse che si stava tramando per ucciderlo e si suicidò.
Le cronache che lo menzionano provengono dagli antichi annali di Lan Xang, di Lanna, di Ayutthaya e di Birmania, che differiscono tra loro. Gli annali di Lan Xang furono tradotti in altre lingue ed interpretati in diversi modi, dando luogo a controversie sull'attendibilità dei riferimenti storici. La principale tra le critiche che determinarono il cambiamento del testo originale, fu dettata dalla convinzione che molti degli avvenimenti storici fossero stati omessi o distorti nell'edizione originale a maggior gloria del regno. Gli avvenimenti e le date relative alla vita di Lue Sai non sono quindi pienamente attendibili, anche per la difficoltà che ebbero gli storiografi a registrare l'incalzante susseguirsi degli avvenimenti di questo periodo oscuro di Lan Xang.

## Biografia
Era il figlio primogenito di re Samsenthai ed aveva accettato che alla morte del padre fosse nominato re uno dei fratelli minori, il principe Lan Kham Deng. Prima di divenire sovrano di Lan Xang, fu governatore del Principato di Muang Kapong, l'odierna Thakhek. Salì al trono nel 1432, ereditando dal fratello Kham Tam uno Stato in gravi condizioni di instabilità, al cui interno fazioni dell'aristocrazia si disputavano il potere. Il suo regno fu dominato dalla cortigiana Maha Devi (letteralmente: "Grande dea"), un membro della famiglia reale che aveva acquisito crescente importanza durante il regno di Lan Kham Deng (1417-1428) ed era stata la mandante degli assassinii dei re Phommathat, Yukhon e Kon Kham tra il 1429 ed il 1432. Anche il suo predecessore Kham Tam fu oggetto di un complotto di Maha Devi, ma scampò alla morte fuggendo dalla capitale.
Lue Sai era stato scelto come sovrano da Maha Devi, che intendeva farne un fantoccio di cui disporre a piacimento, ma quando questa si rese conto che era diventato un ostacolo ai suoi piani, tramò per ucciderlo. Il sovrano riuscì a smascherare il complotto e si tolse la vita nei giardini del palazzo reale di Mueang Sua nel 1433, dopo soli 6 mesi di regno. Nel breve periodo in cui regnò non si registrarono altri eventi rilevanti. Al suo posto l'aristocrazia di corte nominò un altro membro della famiglia reale, il principe Khai Bua Ban.

## Crisi del regno
I gravi episodi che insanguinarono Mueang Sua in quegli anni erano frutto della sfrenata ambizione di Maha Devi. Aveva destabilizzato la pace e l'armonia che avevano contraddistinto la corte di Lan Xang fino al regno di Lan Kham Deng, ed avrebbe in seguito provocato altri eventi luttuosi. Sarebbe riuscita a diventare la prima donna sovrano di Lan Xang quando ormai aveva più di 90 anni, attorno al 1440, ma il suo regno durò poco. Decisi a porre fine ai suoi soprusi, membri della nobiltà fecero uccidere lei ed il giovane marito, per poi mettere a capo dello stato un consiglio formato da alti prelati.
Un altro elemento che contribuì ai luttuosi eventi, fu la frattura che avvenne a corte fra la fazione alleata ai siamesi del Regno di Ayutthaya, l'odierna Thailandia, e quella alleata all'Impero Khmer, l'odierna Cambogia. La prima fazione si era creata quando il re di Ayutthaya Ramathibodi I aveva fatto sposare negli anni 60 del secolo precedente la figlia Nang Keo Lot Fa a Fa Ngum, il fondatore di Lan Xang. Tale fazione era costituita dagli aristocratici fedeli alla tradizione della corte di Mueang Sua, che erano stati messi in secondo piano da Fa Ngum.
La seconda fazione era legata alla corte khmer, che era stata fondamentale nell'unificazione del paese con l'appoggio militare ed economico fornito per la campagna militare che portò alla fondazione di Lan Xang. Alcuni storiografi ipotizzano che l'adesione di Fa Ngum alla causa khmer ed il conflitto tra le due fazioni avesse influito sulla destituzione e l'esilio dello stesso sovrano, incapace di gestire la situazione nei suoi ultimi anni di vita. Nel 1431, il già declinante Impero Khmer aveva subito la distruzione della capitale Angkor Thom da parte delle armate di Ayutthaya e la corte si era spostata a sud-est nella zona dell'odierna Phnom Penh. Tale evento aveva posto fine all'influenza dei khmer nel sudest asiatico.